# Gilavar
Gilavar es el nombre de un viento cálido y agradable que sopla desde el sur, cruzando el este de Azerbaiyán y particularmente en Bakú y Shamakhi, así como la península de Absheron en el mar Caspio. Sopla a lo largo de todo el año, siendo uno de los dos vientos preponderantes en Bakú, junto con el Jazri. Se relaciona este viento con la llegada de la primavera y con la maduración de la uva.